# HD202671
HD202671 — хімічно пекулярна зоря спектрального класу B7, що має видиму зоряну величину в смузі V приблизно  5,4.
Вона  розташована на відстані близько 579,3 світлових років від Сонця.

## Пекулярний хімічний склад
HD202671 належить до Хімічно пекулярних зір з пониженим вмістом гелію й в її  зоряній атмосфері спостерігається нестача He у порівнянні з його вмістом в атмосфері Сонця.

## Магнітне поле
Спектр даної зорі вказує на наявність магнітного поля у її зоряній атмосфері. Напруженість повздовжної компоненти поля оціненої з аналізу крил ліній Бальмера становить  183,0± 147,7 Гаус.